# Halls Heeler

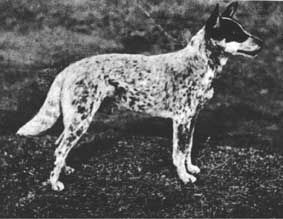
Nipper, cane di Harry Bagust nel 1899

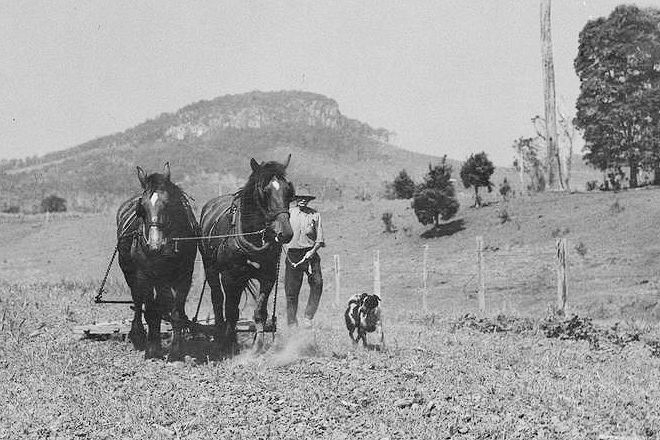
Halls Heeler inizi 1900

Il cane Halls Heeler o cane da piede di Hall era un cane creato da Thomas Simpson Hall per allevare il suo bestiame nelle vaste proprietà della famiglia Hall nel nord-ovest del New South Wales in Australia nel XIX secolo. 
Nella stazione di Dartbrook, nella Upper Hunter Valley, Hall incrociò selettivamente la progenie dei Northumberland Drover's Dogs, un lignaggio del Border Collie, che aveva importato, incrociandolo con la progenie dei dingo che aveva domato.

## Storia
Nel 1840 Thomas Simpson Hall aveva allevato il tipo di cane di cui aveva bisogno per controllare il bestiame sugli enormi campi di proprietà della sua famiglia fino alla sua morte avvenuta nel 1870; pochi di questi cani erano di proprietà e venivano usati da chiunque al di fuori della famiglia Hall e tra i suoi operai.
Tuttavia la morte di Thomas Hall e lo smantellamento della tenuta di Hall coincisero con lo sviluppo della mostra canina e con l'interesse per l'allevamento di cani secondo criteri o standard specifici. La Halls Heeler si è ulteriormente sviluppata in due razze canine contemporanee, l'Australian Cattle Dog e l'Australian Stumpy Tail Cattle Dog.
Il nome è scritto sia con l'apostrofo possessivo, come Hall's Heeler, sia senza.
Sebbene i cani non fossero allevati di routine per l'aspetto prima della fine del XIX secolo, l'Halls Heeler era spesso descritto come un dingo, di solito macchiato di blu o prevalentemente rosso.